# بیتل (کمیک)
بیتل (به انگلیسی: Beetle) عنوان چندین شخصیت خیالی در کتاب‌های کامیک آمریکایی منتشر شده توسط مارول کامیکس است. بیتل، همچنین نام یک زره‌است که دارای سه نسخه بوده و تا کنون هفت شخصیت این زره را بر تن کرده‌اند.